# Magyar Államkincstár
A Magyar Államkincstár (rövidítve: Kincstár, angolul Hungarian State Treasury, németül: Ungarisches Schatzamt, franciául: Trésor Public de la Republique de Hongrie) önálló jogi személyiséggel rendelkező, országos hatáskörű, önállóan működő és gazdálkodó, közhatalmi, központi költségvetési szerv.
2016. márciusának végén Lázár János kancelláriaminiszter bejelentette, hogy a harmadik Orbán-kormány két lépcsőben a Magyar Államkincstár átszervezését tervezi 2016-ra és 2017-re. Az átszervezést követően valamennyi állami kifizetést a MÁK fog teljesíteni, beleértve az összevonandó és a MÁK-ba olvasztandó Országos Egészségbiztosítási Pénztárat (2017-től Nemzeti Egészségbiztosítási Alapkezelő) és az Országos Nyugdíjbiztosítási Főigazgatóságot is.

## Elnökei
- 2014. február 1. - 2017. október 31. Dancsó József
- 2017. november 1-től - 2021. március 2. Prof. dr. Mészáros József
- 2021. április 6-tól - 2025. március 24-ig Bugár Csaba
- 2025. március 25-től Demkó-Szekeres Zsolt.

## Feladatai
A Kincstár felelős az állami költségvetés végrehajtása során a finanszírozásért, a pénzforgalomért és az elszámolásokért, továbbá meghatározott adatszolgáltatásokért, a készpénz-, deficit- és államadósság-menedzselésért, valamint az állam által vállalt garanciák, és az általa nyújtott hitelek részletes nyilvántartásáért és kezeléséért. Minthogy közpénzből kifizetéseket teljesíteni csak törvényi felhatalmazás alapján lehet, ezért a Kincstár gondoskodik arról, hogy a közpénzeket arra használják fel, amire a felhatalmazás szól.
A Magyar Államkincstár küldetése: a közpénzek kifizetése és ezen kifizetések ellenőrzése. A Kincstár tehát a közpénzek elköltésének résztvevője és egyben felügyelője is. Feladata a közpénzek útjának nyomon követése, hogy jogosulatlan kifizetések ne történjenek.

## Épülete
- A központja Budapest V. kerületében a Hold utcában található. Az 1901-ebn átadott szecessziós épületet Lechner Ödön tervezte.
- A Budapesti és Pest Megyei Igazgatóság épülete a Göncz Árpád városközpontban 1975-1979 között épült.

## Története[3]

### Elődintézményei
Az egyik elődintézménye volt a Magyar Királyi Postatakarékpénztár

### 1997-től napjainkig
Hosszú szünet után, 1996-ban hozták létre és 1997. január elsejétől működik a Magyar Államkincstár.
- 2001-ben a Kincstár fő funkciói szerint (költségvetés végrehajtása, a pénzügyi szolgáltatás kezelése, valamint az államadósság kezelése) három szervezetre vált szét: az Államháztartási Hivatalra, a Magyar Államkincstár Részvénytársaságra, és az ÁKK-ra.
- 2003. június 30-ától Az Államháztartási Hivatal és Magyar Államkincstár Rt. egyesült. A cél a tevékenységek harmonizációja, az átfedések elkerülése, az Európai Unióhoz való csatlakozási követelményeknek való megfelelés volt. A területi igazgatóságokkal is rendelkező Kincstár a takarékos, de egyben hatékony közigazgatás iránti elvárásokhoz is igazodik.
- 2007. április 1-jétől a közfeladat-ellátás hatékony szervezeti kereteinek kialakítása érdekében a Magyar Államkincstár megyei igazgatóságai megszűntek, és hét regionális igazgatóság alakult.
- 2003. június 30-tól a  költségvetési törvény végrehajtásának pénzügyi lebonyolításával kapcsolatos feladatokat a magyar kincstári rendszer két szervezete látja el: a Magyar Államkincstár és az ÁKK.
- 2011. január 1-jétől a Magyar Államkincstár regionális szervezetei megszűntek. Feladataikat a megyei igazgatóságok vették át.[4]
- 2017. január 1-jétől a Mezőgazdasági és Vidékfejlesztési Hivatal  központi szerve beolvadt a  Magyar Államkincstárba (a területi szervei a megyei kormányhivatalokhoz kerültek).
- 2017. november 1-jétől az Országos Nyugdíjbiztosítási Főigazgatóság beolvadt a  Magyar Államkincstárba.

## A működését meghatározó legfontosabb jogszabályok
- Az államháztartásról szóló 1992. évi XXXVIII. törvény, később az államháztartásról szóló 2011. évi CXCV. törvény
- A Magyar Köztársaság költségvetéséről szóló törvények,
- Az államháztartás működési rendjéről szóló 292/2009. (XII. 19.) kormányrendelet, később az államháztartás végrehajtásáról szóló 368/2011. (XII.31.) Kormányrendelet.
- Az Európai Unió strukturális alapjaiból és kohéziós alapjából származó támogatások felhasználásáért felelős intézményekről szóló 1/2004. (I. 5.) kormányrendelet,
- A kincstári számlavezetés és finanszírozás, a feladatfinanszírozási körbe tartozó előirányzatok felhasználása, valamint egyes államháztartási adatszolgáltatások rendjéről szóló 46/2009. (XII. 30.) pénzügyminisztériumi rendelet,
- A helyi önkormányzatok és a helyi kisebbségi önkormányzatok központi költségvetési kapcsolatokból származó forrásai igénybevétele, elszámolása szabályszerűségi vizsgálatáról szóló 16/2002. (IV. 12.) pénzügyminisztériumi rendelet,
- A közpénzek felhasználásával, a köztulajdon nyilvánosságával, átláthatóbbá tételével és ellenőrzésének bővítésével összefüggő egyes törvények módosításáról szóló 2003. évi XXIV. törvény (az "üvegzseb" törvény),
- A számvitelről szóló 2000. évi C. törvény,
- A helyi önkormányzatokról szóló 1990. évi LXV. törvény,
- A családok támogatásáról szóló 1998. évi LXXXIV. törvény,
- A fogyatékos személyek jogairól szóló 1998. évi XXVI. törvény,
- A helyi önkormányzatok címzett és céltámogatási rendjéről szóló 1992. évi LXXXIX. törvény,
- Az államháztartás szervezetei beszámolási és könyvvezetési kötelezettségeinek sajátosságairól szóló 249/2000. (XII. 24.) kormányrendelet,
- A közigazgatási hatósági eljárás és szolgáltatás általános szabályairól szóló 2004. évi CXL. törvény,
- A kincstári elszámolások beszámolási és könyvvezetési kötelezettségének sajátosságairól szóló 240/2003. (XII. 17.) kormányrendelet,
- A Magyar Nemzeti Bank elnökének 19/2009. (VIII. 6.) MNB rendelete a fizetési rendszer működtetésére vonatkozó tárgyi, technikai, biztonsági és üzletmenet-folytonossági követelményekről.